# Draguć
Draguć is een plaats in de gemeente Cerovlje in de Kroatische provincie Istrië. De plaats telt 79 inwoners (2001).

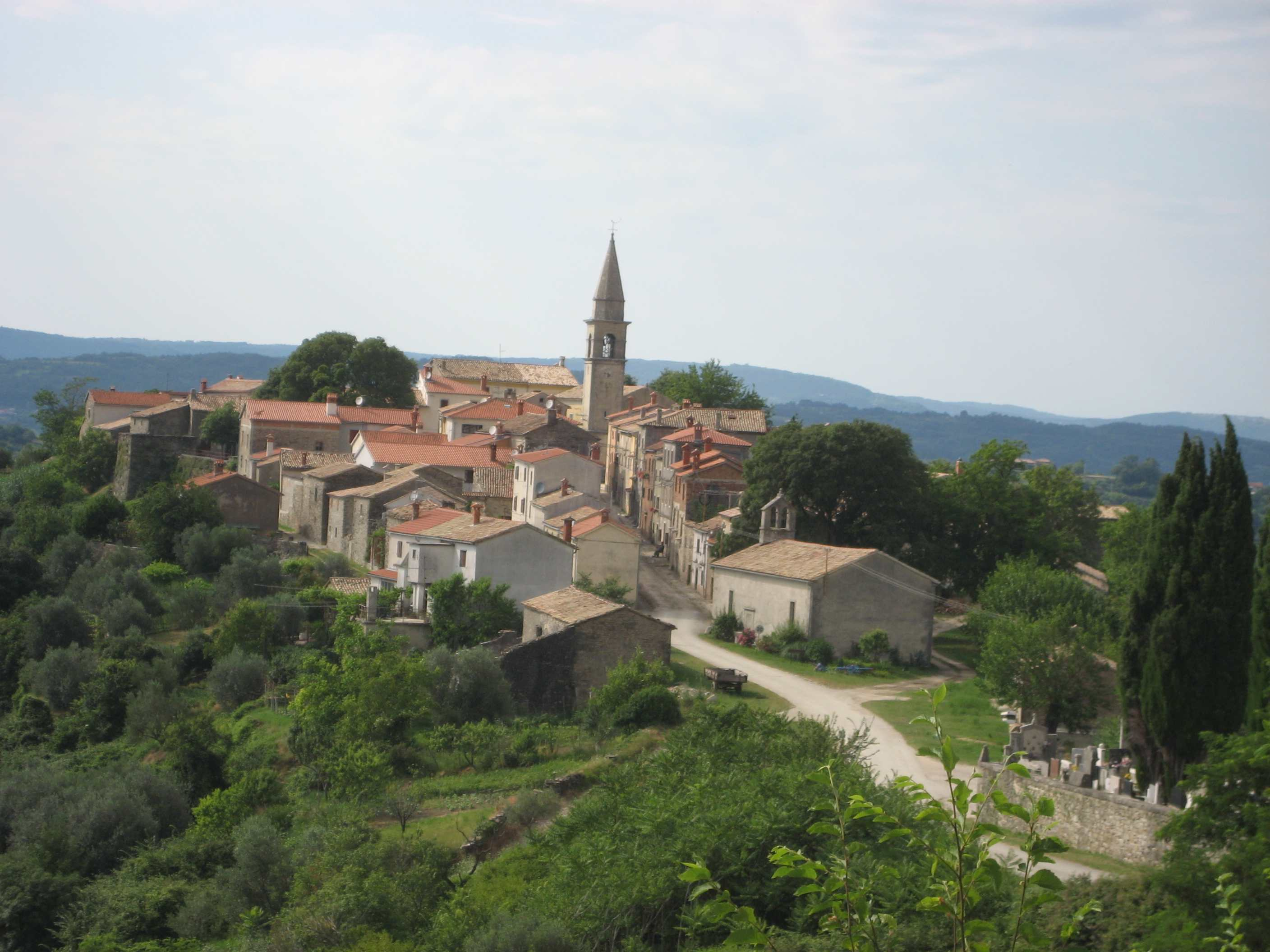
Draguć